# Орлов, Николай Алексеевич (футболист)
Николай Алексеевич Орлов (род. 16 декабря 1952, Майлуу-Суу, Джалал-Абадская область) — советский футболист, нападающий, полузащитник. Мастер спорта СССР (1976).

## Биография
Родился 16 декабря 1952 года в Киргизской ССР, куда на добычу урана из Пензы была сослана его мать.
Воспитанник ДЮСШ Ессентуки. В 1968—1970 годах выступал за команду «Труд» (Лермонтов) на первенство Ставропольского края.
В 1971 году был приглашён в пятигорский «Машук». Армейскую службу проходил в спортивной роте ростовского СКВО (конец 1971 — осень 1973) и «Луче» (Грозный).
1975 год провёл в команде первой лиги «Спартак» (Нальчик).
С 1976 года — в составе ленинградского «Зенита», в чемпионате СССР провёл 45 матчей, забил 4 мяча, весной 1978 перешёл в ленинградское «Динамо».
В 1980 году играл в «Динамо» (Киров) и «Крылья Советов» (Куйбышев). Карьеру в командах мастеров закончил в череповецком «Строителе» в 1983 году.
В 1985—1990 играл в команде «Лентрансагентство» (Ленинград).
В 2017 году был признан лучшим инструктором по спорту среди дворовых команд в Санкт-Петербурге и Российской Федерации.